# AGB-Stern

Die Entwicklung von Sternen unterschiedlicher Masse im Hertzsprung-Russell-Diagramm. Die grüne Linie zeigt die Entwicklung eines Hauptreihensterns von zwei Sonnenmassen hin zu einem Stern auf dem Asymptotischen Riesenast.

Ein AGB-Stern ist ein entwickelter Stern mit circa 0,6 bis 10 Sonnenmassen in einer späten Entwicklungsphase. Die innere Struktur der Sterne auf dem asymptotischen Riesenast (englisch asymptotic giant branch) ist gekennzeichnet durch das Heliumbrennen und Wasserstoffbrennen in Schalen um einen Kern aus Kohlenstoff und Sauerstoff, die beim Drei-Alpha-Prozess des Heliumbrennens entstanden sind. Der Stern erscheint als ein Roter Riese mit starkem Massenverlust durch Sternwind bei veränderlicher Helligkeit.

## Entwicklung
Das AGB-Stadium wird von Sternen mit einer mittleren Masse durchlaufen, wobei die exakten Massengrenzen abhängig von der Metallizität sind. Auf der Hauptreihe des Hertzsprung-Russell-Diagramms findet die Energieerzeugung durch Wasserstoffbrennen in der Kernregion statt. Ist der Wasserstoff in der Kernregion zu Helium fusioniert, verlagert sich das Wasserstoffbrennen in eine Schale um den Kern. Bei dem Fortschreiten des Wasserstoffbrennens wird der Stern sowohl kühler als auch leuchtkräftiger und wandert als Roter Riese den Roten Riesenast des Hertzsprung-Russell-Diagramms hinauf.
Bei genügend massereichen Sternen erreicht der Kern eine Temperatur und Dichte, welche das Einsetzen des Heliumbrennens ermöglicht. Um das hydrostatische Gleichgewicht wiederherzustellen, verschiebt sich der Stern im Hertzsprung-Russell-Diagramm zu höheren Temperaturen und niedrigerer Leuchtkraft. Bei der weiteren Entwicklung beginnt nach der Erschöpfung des Heliums im Kern ein Schalenbrennen des Heliums. Dabei wird der Stern leuchtkräftiger und zeigt an der Oberfläche niedrigere Temperaturen. Im HR-Diagramm nähert sich der AGB-Stern im Laufe der Entwicklung asymptotisch dem Roten Riesenast an, woher der Name asymptotischer Riesenast stammt.
Im Gegensatz zu der frühen Phase auf dem asymptotischen Riesenast erlischt in der thermischen Pulse-Phase (TP-AGB) das Heliumzonenbrennen. Nur alle 10.000 bis 100.000 Jahre kommt es zu einem Helium-Blitz, einem explosionsartigen Zünden des Heliumbrennens. Der thermische Puls führt zu einem Verlöschen des Wasserstoffbrennens in der äußeren Schale und einer Durchmischung der Atmosphäre des Roten Riesen mit Elementen, die im s-Prozess erzeugt wurden. Außerdem expandiert der Durchmesser des AGB-Sterns für einen Zeitraum von einigen Tausend Jahren.

## Spektrum
Rote Riesen auf dem Asymptotischen Riesenast werden drei Spektralklassen zugeordnet:
- Bei der Spektralklasse M dominieren die Banden des Titanoxids
- Bei der Spektralklasse C werden die Swanbanden des C2 nachgewiesen. Diese Sterne werden auch als Kohlenstoffsterne bezeichnet.
- Bei der Spektralklasse S dominieren die Banden des Zirkonoxids

Die Unterschiede in den Spektren werden gesteuert vom Verhältnis vom Kohlenstoff C zu Sauerstoff O. Durch die hohe chemische Affinität gehen die beiden Elemente bevorzugt eine Bindung als Kohlenstoffmonoxid ein, das im sichtbaren Spektrum nicht sichtbar ist. Besteht in der Atmosphäre des Sterns ein Überschuss an Kohlenstoff, so bilden sich Swanbanden der Kohlenstoffsterne. Ist das Verhältnis C/O < 1 geht der nicht im Kohlenmonoxid gebundene Sauerstoff eine Verbindung mit dem Titan als Titanoxid ein. Beträgt C/O ungefähr 1 dominieren die Zirkonoxidbanden bei den S-Sternen, da Zirkon eine stärkere Affinität zum Sauerstoff hat als Titan.
Rote Riesen auf dem asymptotischen Riesenast zeigen in ihren Spektren sowohl Lithium als auch 99Technetium. Beide Isotope können erst vor kurzem durch Nukleosynthese entstanden sein. 99Tc hat eine Halbwertzeit von 200.000 Jahren und Lithium wird durch Kernfusion bereits bei niedrigen Temperaturen zerstört. Sowohl der hohe Kohlenstoffanteil als auch der Nachweis von 99Technetium und Lithium in den Atmosphären von AGB-Sternen wird als Indiz für eine dredge-up (dt. heraufbaggern) genannte Phase angesehen. Während der späten Helium-Blitze erfolgt der Energietransport in der Atmosphäre des Roten Riesen überwiegend durch Konvektion bis zur heliumbrennenden Zone und damit werden durch s-Prozesse erzeugte Elemente an die Oberfläche des Sterns transportiert.

## Veränderlichkeit
Alle AGB-Sterne zeigen eine veränderliche Helligkeit. Am Anfang der Entwicklung auf dem asymptotischen Riesenast sind die Amplituden eher gering und die Helligkeitsänderungen unregelmäßig. Die traditionelle Klassifizierung im Laufe der Entwicklung als AGB-Stern verläuft von langsam unregelmäßig veränderlicher Stern, halbregelmäßig veränderlicher Stern, Mirastern und final zum OH/IR-Stern. Dabei pulsieren die ersten beiden Gruppen in der ersten und/oder höheren Oberschwingungen, während die Mira- und OH/IR-Sterne die größte Amplitude in der Grundschwingung haben. Mit der Entwicklung auf dem asymptotischen Riesenast nimmt der Durchmesser der Roten Riesen zu und damit auch die Periode der pulsierenden veränderlichen Sterne.
Auf einen thermischen Puls, das explosive Zünden des Heliumzonenbrennens, reagiert ein AGB-Stern mit einer raschen Expansion und nachfolgender, 10.000 bis 100.000 Jahre dauernder Kontraktion nach dem erneuten Erlöschen des Heliumbrennens. Die Radiusänderungen sollten sich in einer raschen Periodenänderung niederschlagen und die Mirasterne R Aql, T UMi, R Hya, BH Cru und W Dra gelten als Kandidaten für einen kürzlich erfolgten thermischen Puls. Diese Hypothese ist nicht unumstritten, da keine Korrelation zwischen den Periodenänderungen und dem Auftreten von sekundären Indikatoren eines thermischen Pulses existiert wie ein Anstieg der Häufigkeit der Elemente Lithium und 99Technetium in den Atmosphären der AGB-Sterne.
Der Mechanismus, welcher die Atmosphäre der AGB-Sterne in Schwingungen versetzt, ist der Kappa-Mechanismus wie bei den Cepheiden. Allerdings wird die Strahlungsenergie in der Ionisationszone des Wasserstoffs temporär gespeichert, während dies bei den meisten pulsierenden Veränderlichen die Ionisationszone des Heliums ist. Die zwischengespeicherte Energie läuft als Schockwelle durch die ausgedehnte Atmosphäre des Roten Riesen und beschleunigt einen Teil des Gases aus dem Gravitationsfeld des Sterns hinaus.
Etwa 30 % aller pulsationsveränderlicher AGB-Sterne zeigen eine überlagerte Modulation des Pulsationslichtwechsels, die als long secondary period (auf deutsch etwa Lange Zweitperiode) bezeichnet wird. Diese Modulation tritt fast immer in Form von Minima unterschiedlicher Tiefe von Zyklus zu Zyklus auf und hat eine Länge von 250 bis 1400 Tagen. Das Verhältnis der long secondary period zur primären Pulsationsperiode liegt im Bereich von 8 bis 10. Die Beobachtungsdaten schließen als Ursache sowohl eine überlagerte Pulsation als auch elliptische oder Bedeckungsveränderlichkeit durch eine Doppelsternnatur aus. Wahrscheinlich handelt es sich bei den Minima der long secondary period um eine Lichtabsorption in Staubwolken, die durch einen Massenausstoß des AGB-Sterns in eine zirkumstellare Umlaufbahn um den Roten Riesen befördert wurden.
Weiterhin tritt bei AGB-Sternen ellipsoider Lichtwechsel aufgrund der Verzerrung der Gestalt des Roten Riesen durch einen Begleiter in einem Doppelsternsystem auf. Dies kann durch die Phasenverschiebung zwischen der Radialgeschwindigkeit und dem Helligkeitsverlauf nachgewiesen werden. Die Amplitude kann bis zu 0,3 mag betragen bei Perioden zwischen 50 und 1000 Tagen.

## Massenverlust
Die Pulsationen transportieren in Dichtewellen Material in die äußere Atmosphäre des Roten Riesen, welches dort  überwiegend zu Karbiden kondensiert. Die Karbide lagern sich aneinander an und bilden makroskopische Staubteilchen, die durch den Strahlungsdruck auf Geschwindigkeiten von circa 10 km/s beschleunigt werden. Durch Kollisionen werden auch die atomaren Bestandteile der zirkumstellaren Hülle mitgerissen und es bildet sich während eines Zeitraums von ungefähr einer Million Jahre eine Zone mit einem Durchmesser von einigen 10 Lichtjahren aus dem Material des AGB-Sterns an. Der stärkste Massenverlust tritt zum Ende der AGB-Phase auf und erreicht bei OH/IR-Sternen Werte von bis zu 10−4 Sonnenmassen pro Jahr. Die AGB-Sterne sind mit einer dichten Hülle umgeben und können aufgrund der hohen Extinktion nur noch im Infraroten nachgewiesen werden. In entwickelten AGB-Sternen wie den OH/IR-Sternen und Mirasternen sind die Bedingungen vorhanden, einen natürlichen Maser entstehen zu lassen. Es handelt sich dabei um nichtthermische Strahlung von OH, Wasser und Siliziumoxid mit einem U-förmigen Linienprofil bei einer Strahlungstemperatur von mehr als 106 Grad Celsius. Die Besetzung der molekularen Energieniveaus erfolgt durch Absorption von Infrarotstrahlung des warmen Staubs und die Maserstrahlung folgt den Helligkeitsvariationen im Infraroten. Dank der Maserstrahlung kann mittels Interferometrie die zirkumstellare Umgebung der Roten Riesen detailliert untersucht werden. Die erreichbare Auflösung liegt im Bereich von Mikro-Bogensekunden. Da die Maserstrahlung durch die veränderliche Infrarotstrahlung des AGB-Sterns gepumpt wird, kann aus Messungen des Winkeldurchmessers über die Zeit die Entfernung zum Roten Riesen bestimmt werden.
AGB-Sterne sind noch vor den Novae und Supernovae die wichtigste Quelle für die Anreicherung des interstellaren Mediums mit schweren Elementen und damit verantwortlich für eine höhere Metallizität von nachfolgenden Sterngenerationen. Der Massenverlust beendet die AGB-Phase, wenn die äußere Atmosphäre bis auf eine dünne, wasserstoffreiche Schicht abgeworfen wurde.

## Post-AGB-Entwicklung
Der Stern verlässt den asymptotischen Riesenast, wenn durch den Massenverlust die Atmosphäre auf einen Wert von nur noch einem hundertstel Sonnenmassen geschrumpft ist. Daraufhin schrumpft der Radius und das Post-AGB-Objekt bewegt sich im Hertzsprung-Russell-Diagramm nach links zu höheren Temperaturen. Die Geschwindigkeit der Entwicklung ist dabei abhängig von der im Kern des Sterns konzentrierten Masse und liegt bei 104 bis 105 Jahren. Ein Post-AGB-Stern ist ein Riese bis Überriese mit einer Spektralklasse B bis K und einem starken Infrarotexzess. Der Infrarotexzess entsteht durch die Absorption und Reemission der Strahlung des Sterns in der ausgedehnten zirkumstellaren Hülle, die durch den vorangegangenen Massenverlust entstanden ist. Die Post-AGB-Sterne kreuzen den Instabilitätsstreifen auf ihrem Weg zu höheren Temperaturen und fangen wieder an zu pulsieren als Gelber Riese. Manche Autoren zählen die 89-Herculis-Sterne und die UU-Herculis-Sterne zu den halbregelmäßigen pulsierenden Post-AGB-Sternen. Auch die RV Tauri-Sterne mit ihren charakteristischen abwechselnd tiefen und flachen Minima werden zu den Post-AGB-Objekten gezählt. Die Entwicklung zu höheren Temperaturen wird beschleunigt durch einen strahlungsdruckgetriebenen Massenverlust, durch den aufgrund von s-Prozessen entstandene Elemente in der Atmosphäre freigelegt werden.

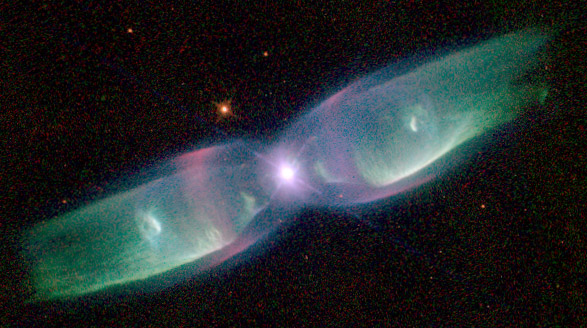
Der bipolare Planetarische Nebel (M2-9)

Nicht alle Post-AGB-Sterne entwickeln sich zu Planetarischen Nebeln. Ein Planetarischer Nebel ist ein Emissionsnebel mit einem charakteristischen Durchmesser von ungefähr einem Lichtjahr, bei dem die während der AGB-Phase abgeströmte Materie durch einen mehrere 100.000 K heißen Zentralstern zur Strahlung angeregt wird. Nur schwere Post-AGB-Sterne können ihre Atmosphäre schnell genug mit Hilfe des Strahlungsdrucks abwerfen, um die erforderlichen hohen Temperaturen zu erreichen, bevor die auf dem asymptotischen Riesenast abgeworfene Materie sich zu weit vom Zentralstern entfernt hat. Ein alternativer Entwicklungsweg liegt vor, wenn die äußere Atmosphäre eines Roten Riesen beschleunigt abströmt aufgrund einer Interaktion in einem Doppelsternsystem während einer Common-Envelope-Phase. Diese Hypothese erklärt auch die vielfach beobachtete bipolare Struktur vieler Planetarischer Nebel.
Einige Post-AGB-Sterne zeigen im Infraroten Anzeichen für warmen Staub. Die Farbtemperatur des Staubs ist ein Anzeichen für eine große Nähe zum Zentralstern und die beobachteten Energieverteilungen werden als ein Ring aus großen Staubteilchen und sauerstoffreichen Silikaten um ein Doppelsternsystem interpretiert. Diese Doppelsternsysteme zeigen fast immer eine große Bahnexzentrizität. Dieses Ergebnis ist unerwartet für ein Doppelsternsystem, das durch eine Common-Envelope-Phase gegangen ist. Die Reibung beim Durchgang durch die gemeinsame Atmosphäre hätte die Bahnen zirkularisieren sollen. Die Staubringe um die Doppelsternsysteme mit einem Post-AGB-Stern haben sich wahrscheinlich aus Überresten der gemeinsamen Hülle gebildet, die nicht bis auf Fluchtgeschwindigkeit beschleunigt wurden. Die Bahnexzentrizität könnte sich durch Resonanzen zwischen den Komponenten des Doppelsternsystems und dem Staubring bilden, wobei Energie in den Ring gepumpt wird und auf die Umlaufbahnen zurückwirkt.

## Später thermischer Puls
Sternentwicklungsrechnungen lassen erwarten, dass circa ein Viertel aller Post-AGB-Sterne einen letzten thermischen Puls durchlaufen. Da in dieser Entwicklungsphase die Atmosphäre des Sterns nur noch über eine Masse von einem hundertstel Sonnenmassen verfügt, führt das explosive Zünden des Heliumbrennens zu einer raschen Expansion der Hülle des Sterns. Der Durchmesser schwillt wieder auf Werte vergleichbar dem eines Roten Riesen an und die Temperatur sinkt auf Werte von 3000 K ab. Im Hertzsprung-Russell-Diagramm wandert der Post-AGB-Stern aus dem Bereich der Zentralsterne Planetarischer Nebel zum Roten Riesenast in einem Zeitraum von einigen Jahren bis Jahrzehnten. Diese rasche Entwicklung wird als wiedergeborener Stern (engl. born again star) bezeichnet.
Neben der Wandlung zu einem Roten Riesen zeigen die Entwicklungsrechnungen einen Anstieg des Anteils von Kohlenstoff und anderer Elemente aus dem s-Prozess als Folge des Helium-Flash in der Atmosphäre der wiedergeborenen Sterne. Zu diesem Stadium der Sternentwicklung werden die Veränderlichen V605 Aquilae, FG Sagittae und V4334 Sagittarii (Sakurais Objekt) gezählt. Sie sind innerhalb von Jahren oder Jahrzehnten einmal quer durch das Hertzsprung-Russell-Diagramm gewandert, haben sich von einem blauen Objekt in einem Roten Riesen gewandelt und liegen in einem Planetarischen Nebel, der sich während der letzten Phase auf dem asymptotischen Riesenast gebildet hat. Der hohe Kohlenstoffgehalt in ihren Atmosphären führt zu tiefen Minima wie bei den R-Coronae-Borealis-Sternen. Da das Heliumbrennen schnell wieder erlischt, wandert der Stern nach dem durch den Strahlungsdruck bedingten Verlust seiner Atmosphäre zurück in den Bereich der Zentralsterne Planetarischer Nebel innerhalb einiger hundert Jahre. Die wasserstoffarme Atmosphäre wird als Wolf-Rayet-Stern klassifiziert und die 10 % der Zentralsterne Planetarischer Nebel mit einem Spektraltyp WN oder WC werden als die Nachfolger von wiedergeborenen Sternen angesehen.

## Diffusionsinduzierte Nova
Während es beim späten thermischen Puls zu einem erneuten Zünden des Heliumbrennens in einem Helium-Blitz kommt, kann in der Post-AGB-Phase auch das Wasserstoffbrennen nach dem CNO-Zyklus erneut zünden. Auf der Abkühlbahn vom AGB zum Weißen Zwerg trennen sich die chemischen Elemente mittels gravitativer Trennung auf. Es entsteht eine wasserstoffreiche äußere Atmosphäre, eine heliumreiche Mittelschicht und darunter eine Schicht mit den Elementen, die beim Heliumbrennen entstanden sind. Dies sind insbesondere Kohlenstoff (C), Stickstoff (N) und Sauerstoff (O). Zu einer diffusionsinduzierten Nova kann es kommen, wenn ein später thermischer Puls die Dicke der Heliumschicht stark reduziert hat und beim Abkühlen des Weißen Zwerges mittels Konvektion Wasserstoff aus der äußeren Atmosphäre in die CNO-Schicht gemischt wird. Aufgrund der hohen Dichte reichen die Temperaturen zu einem erneuten Zünden des Wasserstoffbrennens und es entsteht wie beim späten thermischen Puls erneut ein später Riese. Simulationsrechnungen zeigen das Wandern des Sterns im Hertzsprung-Russell-Diagramm innerhalb von einem Jahrzehnt von einem Weißen Zwerg zu einem gelben Überriesen. Eine diffusionsinduzierte Nova unterscheidet sich von einem späten thermischen Puls durch das Fehlen eines Planetarischen Nebels und einem Ausstoß von wasserstoffreicher Materie. Die seltsame langsame Nova CK Vul gilt als Kandidat für eine diffusionsinduzierte Nova.